# لوني هنتر
لوني هنتر (بالإنجليزية: Lonnie Hunter)‏ هو مغني وكاتب أغاني أمريكي، ولد في 20 يوليو 1965 في هارفي في الولايات المتحدة.